# Halim El-Dabh

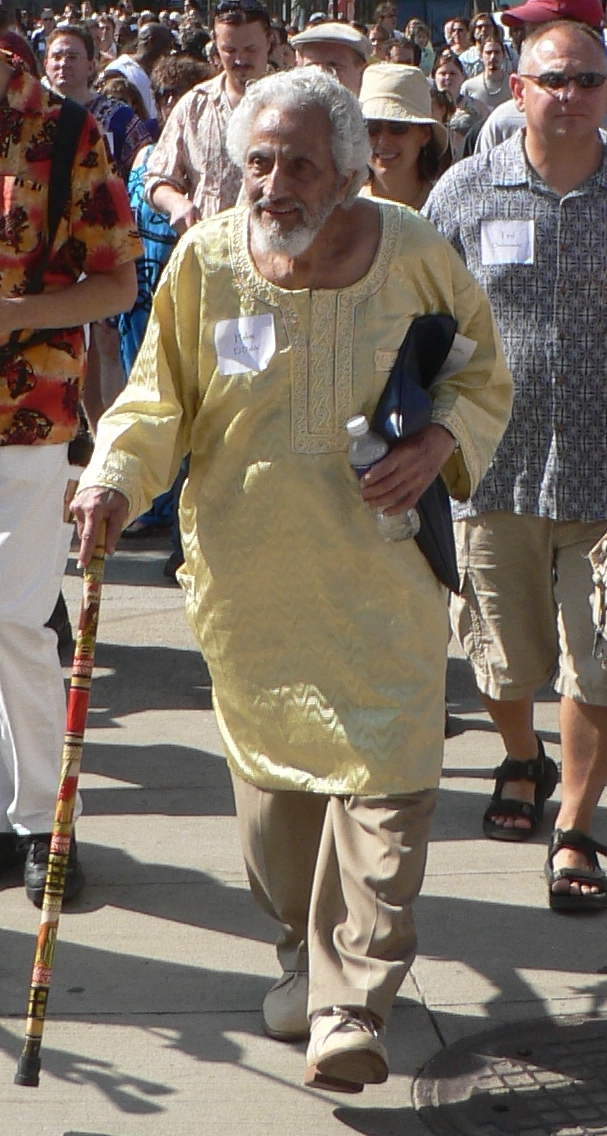
Halim El-Dabh (2006)

Halim El-Dabh (arabisch حليم الضبع, DMG Ḥalīm aḍ-Ḍabʿ; * 4. März 1921 in Kairo; † 2. September 2017 in Kent, Ohio) war ein US-amerikanischer Komponist, Musikwissenschaftler und Musikpädagoge ägyptischer Herkunft und einer der Pioniere der elektroakustischen Musik.
El-Dabh studierte bis 1945 Landwirtschaft an der Universität Kairo. Er ging dann in die USA und studierte ab 1950 Musik an der University of New Mexico, am Berkshire Music Center (Komposition bei Aaron Copland und Irving Fine), am New England Conservatory of Music und bis zum Abschluss 1954 an der Brandeis University. Er wurde mit Stipendien der Fulbright-, Guggenheim- und Rockefeller-Stiftung ausgezeichnet. Ende der 1950er Jahre arbeitete er am Columbia-Princeton Electronic Music Center in New York. Er unterrichtete von 1962 bis 1964 an der Universität Addis Abeba, wo er das Orchestra Ethiopia gründete, und ab 1966 an der Howard University in Washington. Von 1969 bis 1991 lehrte er als Professor für afrikanische Musikethnologie an der Kent State University.
Er arbeitete wissenschaftlich u. a. über die Zaar-Musik in Ägypten, Äthiopien und dem Kongo, die ägyptische Zikre- und die brasilianische Candomblé- und Umbanda-Musik und war von 1974 bis 1981 kultureller und musikethnologischer Berater des Puppenspielprojekts der Smithsonian Institution in Ägypten und Guinea. Die Puppenspieler des Projektes traten u. a. zur 200-Jahr-Feier der USA 1976 in New York auf. Beim Middfest Folklife Festival in Middletown, Ohio, betreute er gleichfalls ein Puppenspielprojekt aus Ägypten. Bei der Middfest International's 20-Year, 25-Nation Retrospective 2005 trat er mit einem internationalen Perkussionsensemble auf.
Er komponierte elektronische Musik, Opern, Symphonien, Kammermusikwerke und Ballettmusiken für Martha Graham, wobei seine erste elektroakustische Komposition bereits 1944 entstand.
Er starb am 2. September 2017 im Alter von 96 Jahren.